# Le Castillet
Le cinéma Le Castillet est une salle de cinéma située à Perpignan, dans les Pyrénées-Orientales.

## Localisation
Le cinéma se situe depuis sa création au 1 boulevard Wilson (Perpignan).

## Histoire
Le cinéma est présent dans les Pyrénées-Orientales depuis 1898, apparu avec les forains ambulants et différents types de cinématographes. Ils disparaissent progressivement du fait des conditions imposées plus tard par les frères Lumière qui favorisent les véritables salles de cinéma. Les deux premiers cinémas de Perpignan, le Castillet et l'Apollo, sont créés en 1911. L'Apollo a depuis disparu et le Castillet peut revendiquer de nos jours le titre de plus ancien cinéma de France encore en activité. Les façades et toitures sont inscrites au titre des monuments historiques en 1997 et, en tant que construction du XXe siècle, obtient également le label « Patrimoine du XXe siècle ».
Le cinéma du Castillet situé 1 boulevard Wilson, appartient à la famille Font depuis le début du XXe siècle. Jean Font qui tombe très jeune dans le cinéma après avoir visualisé une représentation des frères Lumière en personne. Issu de Barcelone et à la tête d’un complexe de cinéma là-bas c’est en voulant ouvrir une nouvelle salle de cinéma en France que Jean Font, après avoir été à Marseille ou encore à Montpellier décide sur le chemin du retour d’installer son cinéma à Perpignan après avoir découvert l’emplacement de ce qui sera le cinéma du Castillet. C’est après avoir consulté son père que Jean Font revient à Perpignan et achète finalement le bâtiment à François Sacase.
Jean Font va faire appel à Eugène Montès pour restaurer la façade ainsi que pour les plans, avec la participation d’Alexandre Guènot. L’architecture va être très mal accueillie par les habitants, la municipalité mais aussi par la critique journalistique. Le 11 novembre Albert Bausil écrivait : "Était-il si nécessaire de nous rappeler, au seuil des frivolités de la foire, que nous ne sommes que poussière, par l'érection de ce macabre cénotaphe ? On a beau écrire dessus : "Cinéma Castillet", ce n'est pas nous qu'on trompera. Ces petites fenêtres étroites, cette porte de caveau, ce couronnement en escalier, ces deux pylônes funèbres….. toute cette architecture nécropolaire ne peut laisser d'illusion à personne".
L’inauguration du cinéma aura lieu en 1911 le 7 novembre, et va faire participer des artistes locaux, ainsi que la critique, la municipalité, etc. Une soirée qui va elle au contraire de l’architecture être très bien accueillie, notamment car elle sera à but humanitaire (pour Le Liberté explosé en rade près de Toulon).
Le cinéma en 1911 est encore muet, pour cela le cinéma va disposer d’un orchestre afin d’animer les séances qu’il propose.
Pour le remboursement de la dette des coûts de construction du cinéma Jean Font proposera des représentations ailleurs que dans Perpignan au Castillet. Mais aussi dans les villages alentour où là aussi les gens sont intéressés par le cinéma qui est dans l’air du temps.
En 1914 avec l’entrée en guerre de la France les salles de cinéma vont être fermées pour montrer le soutien populaire. Mais finalement la guerre dure et la fermeture des salles entrainent des difficultés financières au bout d’un mois pour la plupart des salles dont le Castillet. Ce ne sera que le 6 mars 1915 que rouvre le cinéma qui financièrement est endetté par les 6 derniers mois de fermeture. C’est une décision qui appartient au Maire de l’époque, Denis Joseph, qui accepte la réouverture mais à certaines conditions, notamment de n’ouvrir que 3 jours par semaine, ainsi que de reverser 25% de ses bénéfices aux bonnes œuvres (pauvres, blessés de guerre, et bureau des bienfaisances). Ce n’est que le 21 décembre 1915 que le cinéma peut reprendre son activité normalement et diffuser autant de films et de séances qu’il le souhaite.
En 1918 le cinéma va connaître des travaux d’agrandissement des suites d’une inspection des travaux communaux à la demande de Monsieur le Maire. Les relations avec la municipalité et Jean Font restent très compliquées jusqu'à la fin de la guerre où Jean Font fatigué de la situation décide de ne plus verser les taxes que la Mairie lui imposait pour qu’il puisse rester ouvert. Une relation houleuse qui viendrait d’un phénomène assez méconnu de cette époque, le racisme envers les Espagnols.
Le cinéma d’après-guerre va, lui, bien se porter car la population cherche à se distraire. Mais pour le cinéma Castillet c'est notamment par la diversité de son programme qui s'actualise régulièrement, avec la projection de films à épisode (qui rencontrent un grand succès), mais aussi de petites opérettes ou troupes de théâtre comme les tournées Baret, voire encore les vedettes du music-hall.
En 1922 Jean Font organise des séances de cinéma en plein air avec les principaux films du Castillet, l'accès se faisait soit par la rue de la Poste, soit par la promenade des Platanes. Au départ l'entrée se fait gratuite et rencontre ainsi un succès fou, mais J.Font se voit contraint d'instaurer un prix unique de 1 franc qui n'affectera pas ce cinéma de plein air.
Au « Nouveau Théâtre », il a installé le matériel pour le cinéma parlant en 1929. Dans le courant de septembre, Jean Font se fait inscrire sur la liste du syndicat cinématographique de France.
Le but de développer le parlant au « Nouveau Théâtre » et non au Castillet, selon Jean Font, est de développer l’activité du cinéma et non le théâtre.
En 1930, au « Nouveau théâtre » a lieu la première séance de cinéma sonore à Perpignan. La presse locale raconte le triomphe de cette soirée. Le public commence a aimer le cinéma parlant et le « Nouveau Théâtre » ne peut accueillir tout le monde alors Jean Font installe le cinéma parlant au Castillet.
Il y a une seconde inauguration le 24 octobre 1930. Le film qui est diffusé est l' « Ombres Blanches ». Tout le Perpignan officiel est invité, il y a son épouse ainsi que son fils Louis et sa belle-fille, ils organisent un buffet pour l'entracte.
Avec l'arrivée du cinéma parlant, le prix des places est plus élevé. Le cinéma est plus souvent boudé car les classes moyennes n'ont plus les moyens.
Du fait que les gens vont moins au cinéma, il va créer des tickets de réductions et des prix réduits pour les enfants.
En 1934, la question de la sécurité se pose à Perpignan. Dans le quartier de Saint-Gaudérique, le 5 décembre, les films sont encore inflammables, vers 21h une étincelle se produisit. Malheureusement, l'appareil de projection se trouve devant la porte. Il y a 22 morts et des blessées.
Alors des restrictions sont mises en place comme l'obligation d'un brevet opérateur et en 1935 une circulaire du ministre définit les conditions de sécurité.
Les salles de cinéma de Jean Font ne correspondent pas à la circulaire du ministre concernant la sécurité cependant le maire lui donne l'accord.
En mai 1936, il y a la création du tout premier ciné-club qui est « les amis du film ».
En avril 1936, Jean Font qui a passé 26 ans au service du cinéma à Perpignan, reçoit la légion d'honneur.

## Architecture
Jean Font a acheté le terrain, va demander à l’architecte départemental, il s’agit de l’architecte Arnaud. Celui-ci se voit dans le devoir de confier le projet définitif à Eugène Montes qui sera l’architecte du Cinéma. Les décors furent construits par un sculpteur toulousain Alexandre Guenot.
L’architecte a préféré partir sur un plan rectangulaire, avec une sorte de halle à charpente métallique apparente à deux murs pignons à redents et deux murs plats contre lesquels s’appuyaient d’une part la grande galerie ou balcon, de l’autre l’écran.
Le Castillet construit totalement en pierre et tous les décors, seront faits de céramique émaillée et ciment moulé.

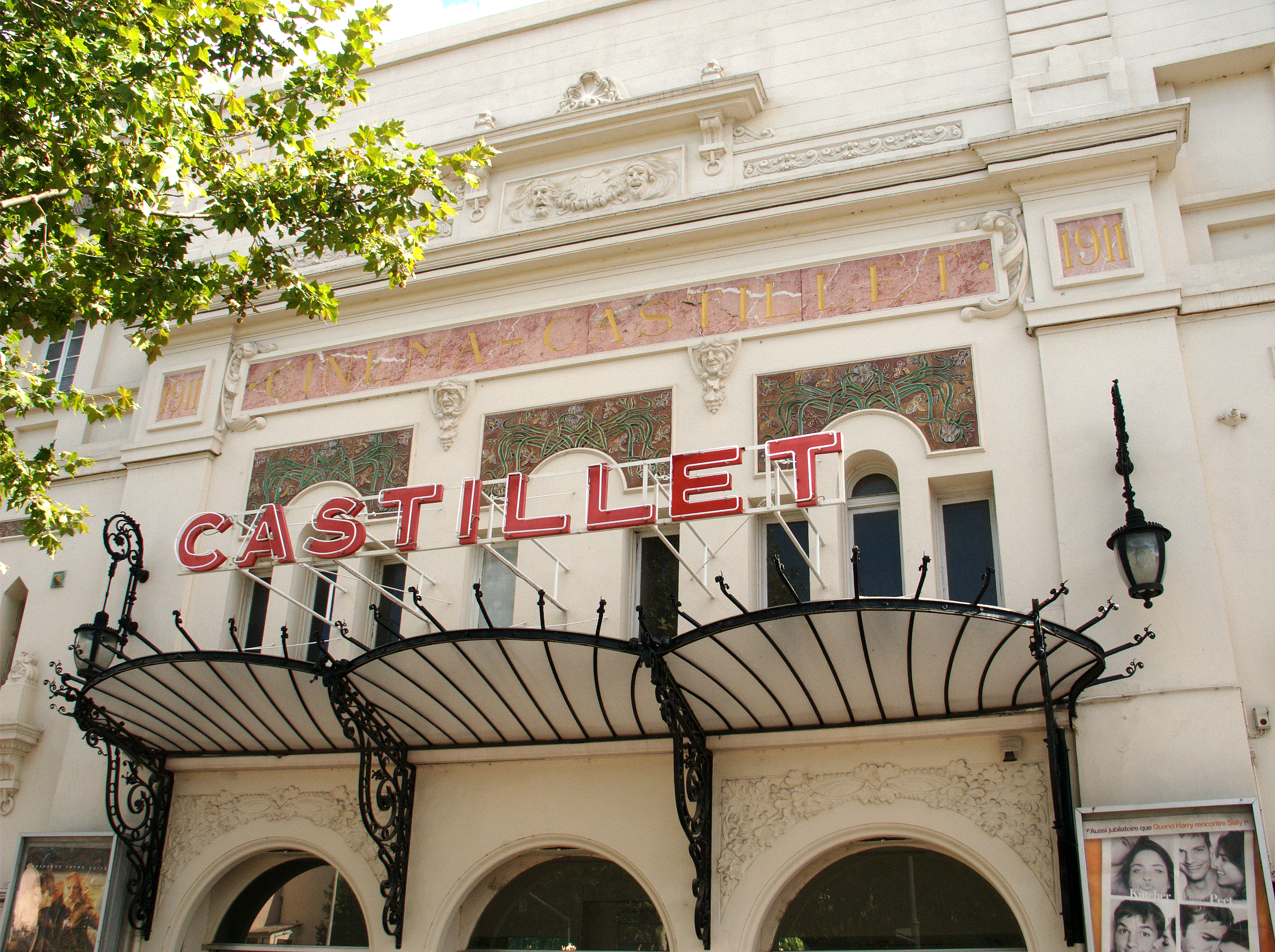
La marquise à l'entrée du cinéma Castillet

À partir des années 1912 une marquise qui a pour structure métallique et verre qui viendra protéger l’entrée.
L’architecte et le décorateur vont alors créer une salle de spectacle qui a pour style un Opéra, elle va avoir une triple entrée sur la façade principale, un fumoir à l’étage qui va ouvrir sur la galerie, cette architecture est accompagnée d’une décoration en ciment moulé qui emprunte au répertoire ornemental, qui fait penser à la tragédie et l’art lyrique et non à l’art moderne. Toutefois des panneaux ou frises de céramique émaillée qui développent des bordures d’iris aux accents de modernité.
Eugène Montes érige aux quatre angles du bâtiment, de grands pylônes chargés d’amortissements pyramidés.
À partir de 1919, il va y avoir la construction d’une deuxième galerie et l’agrandissement de la scène, ainsi qu’un aménagement de loges d’artistes. Grâce à ces améliorations, ils pouvaient donc accueillir des troupes de théâtre ou d’opérette.
À partir de 1953, Jean Font veut rajeunir la plus ancienne salle de la ville, le cinéma. En lui donnant un nouveau style. C’est alors qu’il va s'adresser à l’architecte Scob qui va réaliser la salle actuelle avec son immense balcon en fer à cheval.
Le Castillet à Perpignan présente le double intérêt d’être non seulement un des plus anciens cinémas de France, mais surtout d’avoir été conçu comme tel dès 1911. Les façades ainsi que les toitures sont inscrites aux titres des monuments historiques en 1997, et obtient également le label de Patrimoine du XXe siècle.

## Sculpture

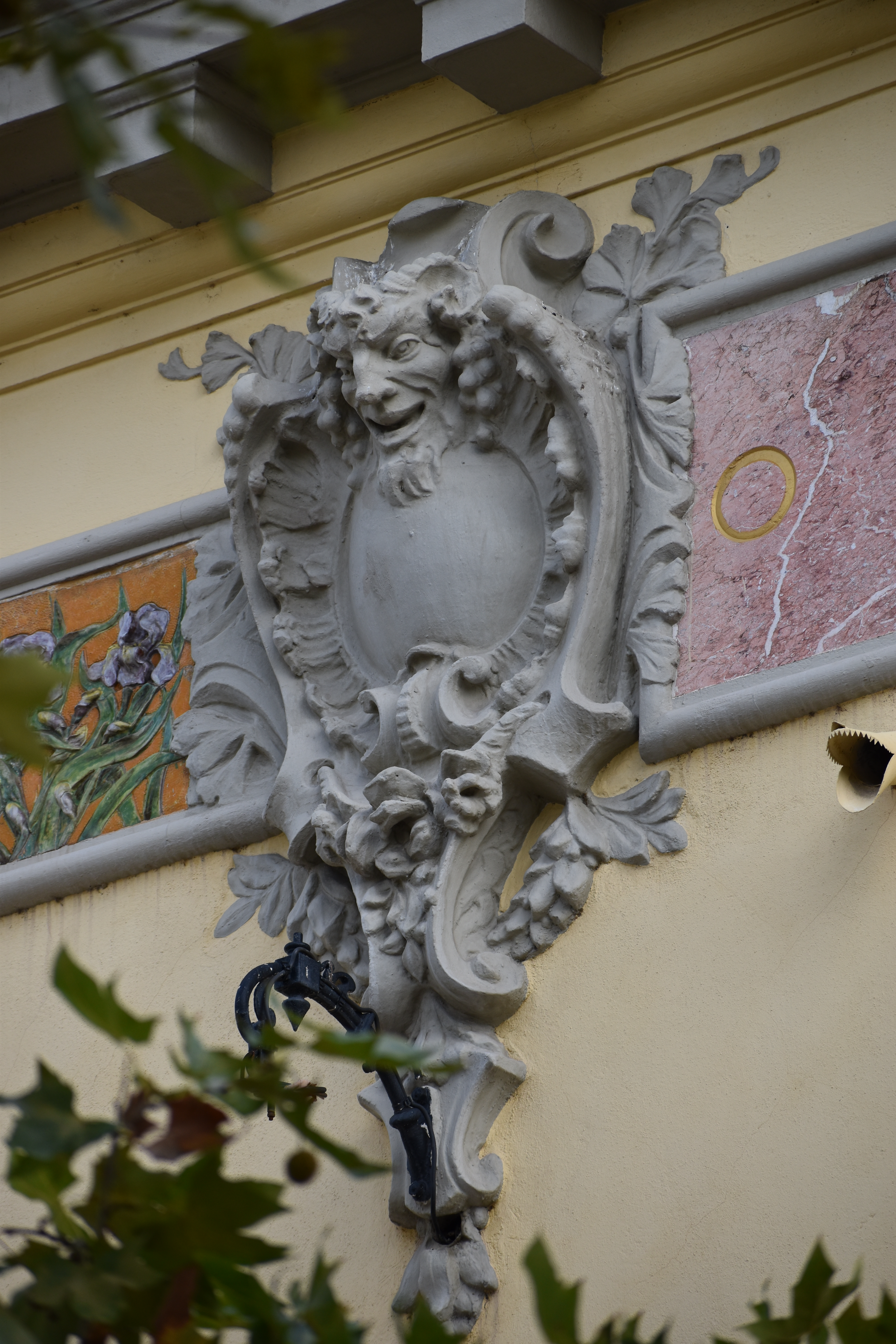
Motif de ciment sculpté

Le sculpteur du Castillet est un sculpteur toulousain répondant au nom d'Alexandre Guenot. Il a orné le Castillet de frises en faïence de plusieurs couleurs (polychrome) et de plusieurs motifs sculptés.
Ces motifs sont basés sur un mouvement artistique datant de la fin XIXe- début XXe appelé l’Art Nouveau qui en partie s’inspire de la nature, on peut donc dire qu'à Alexandre Guenot a inséré des motifs et des éléments dits d'Art Nouveau dans une architecture théâtrale du XIXe siècle

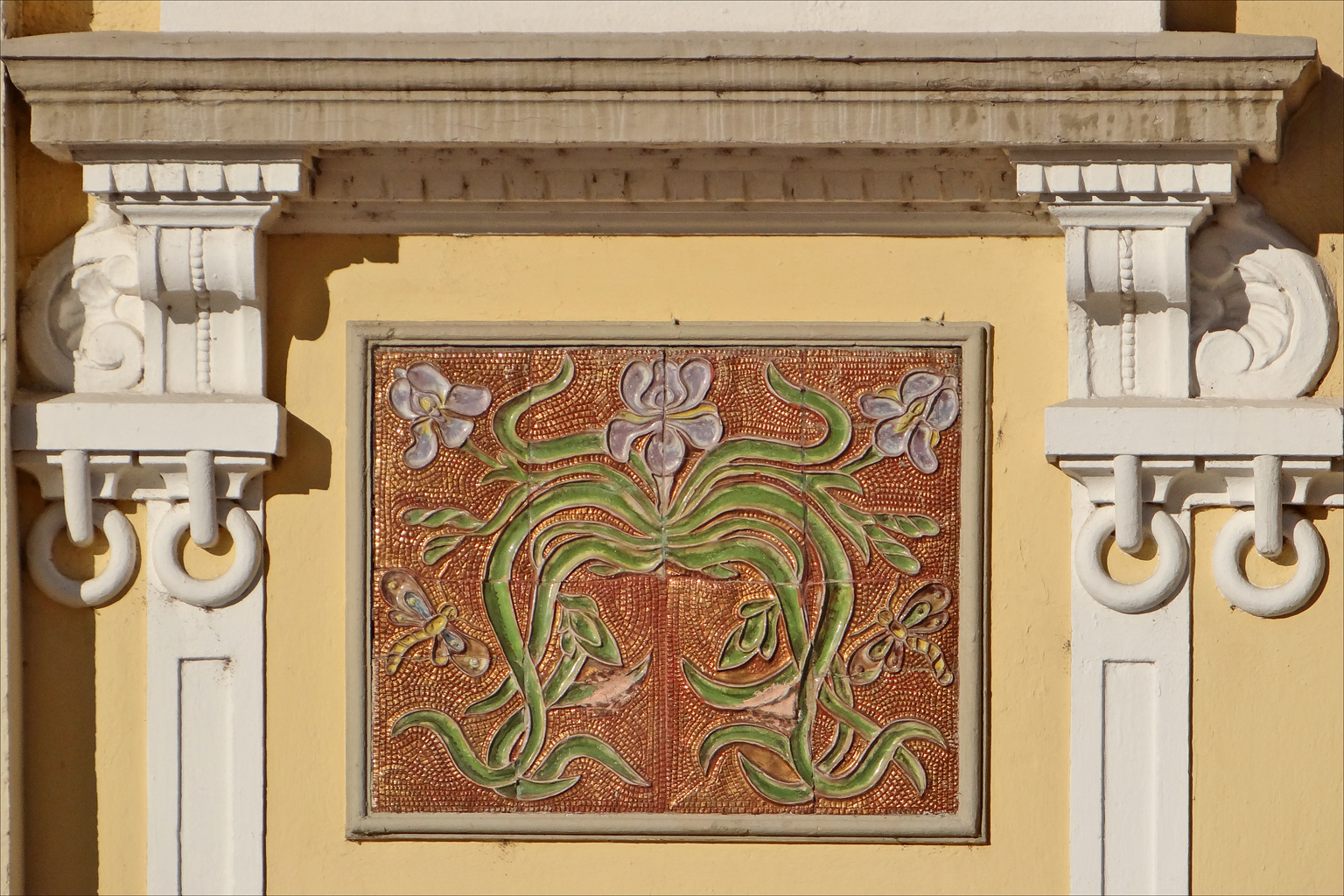
Frise de céramique émaillée

Guenot, avec l’aide de l’architecte Montes vont créer une salle de spectacle, le sculpteur lui va orner de ciment moulé, et ajouter des frises en céramique émaillée
Près de 85 ans après sa construction, les trois façades, sur le boulevard Wilson, celle qui donne sur la Place de la Victoire et celle sur la rue Jeanne d’Arc sont conservés et restent quasiment identiques à 1911 puisque malgré certains ornements de ciment qui se sont dégradés, les frises céramiques elles sont en revanche en parfait état.

## Revue
- Les débuts du spectacle cinémathèque à Perpignan, Les cahiers de la cinémathèque n°1, Cinémathèque euro-régionale Institut Jean Vigo, Janvier 1971, p 35 et p.37

## Mémoire
- CALA Erick, Histoire du cinéma Perpignan à travers la famille Font (1911-1996), Ainsi les Font font le cinéma à Perpignan, Octobre 1996